# جون يونسن (عداء سريع)
جون يونسن (بالنرويجية: Johan Johnsen)‏ (و. 1893 – 1927 م) هو عداء سريع، ورياضي نرويجي، شارك في الألعاب الأولمبية الصيفية 1920، توفي عن عمر يناهز 34 عاماً.

## روابط خارجية
- جون يونسن على موقع أوليمبيديا (الإنجليزية)